# Ansignan
Ansignan (en occitano Ansinhan, en catalán Ansinyà) es una localidad y comuna francesa situada en el departamento de los Pirineos Orientales y la región Languedoc-Rosellón. Pertenece al distrito de Perpiñán y al cantón de Saint-Paul-de-Fenouillet.
Además, pertenece a la comarca tradicional y región natural de Fenouillèdes.

## Geografía
A 50 km al oeste de Perpiñán, el pueblo se encuentra situado sobre una colina, dominando el valle del Agly. El río Désix, procedente de Sournia, es un afluente. Es en la confluencia de estos dos ríos donde nace la presa de Caramany.
Se accede por:
- Saint-Paul-de-Fenouillet, siguiendo la D619
- Estagel, siguiendo la D9, que pasa por Latour-de-France, Planèzes y Rasiguères
- Ille-sur-Têt, siguiendo la D2 y después la D21, pasando por Bélesta y Caramany.

La comuna de Ansignan limita con Trilla, Felluns, Saint-Martin, Saint-Arnac y Caramany.

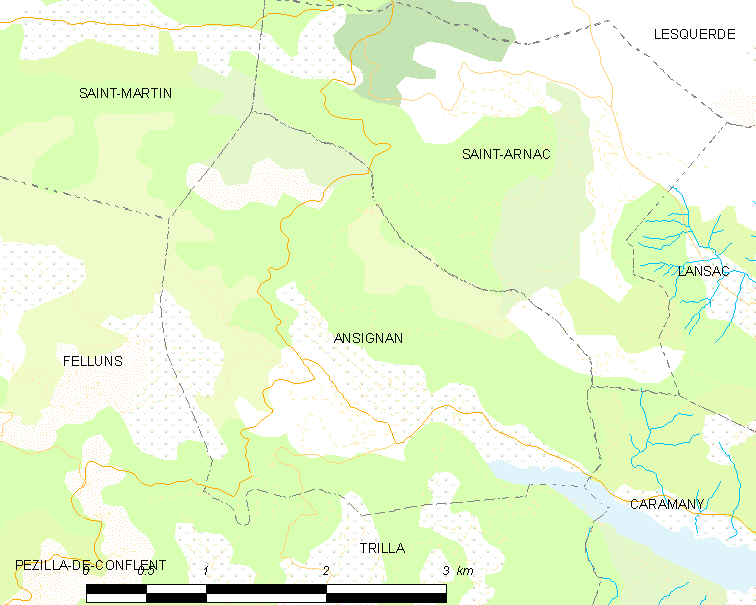
Situación de Ansignan

## Historia

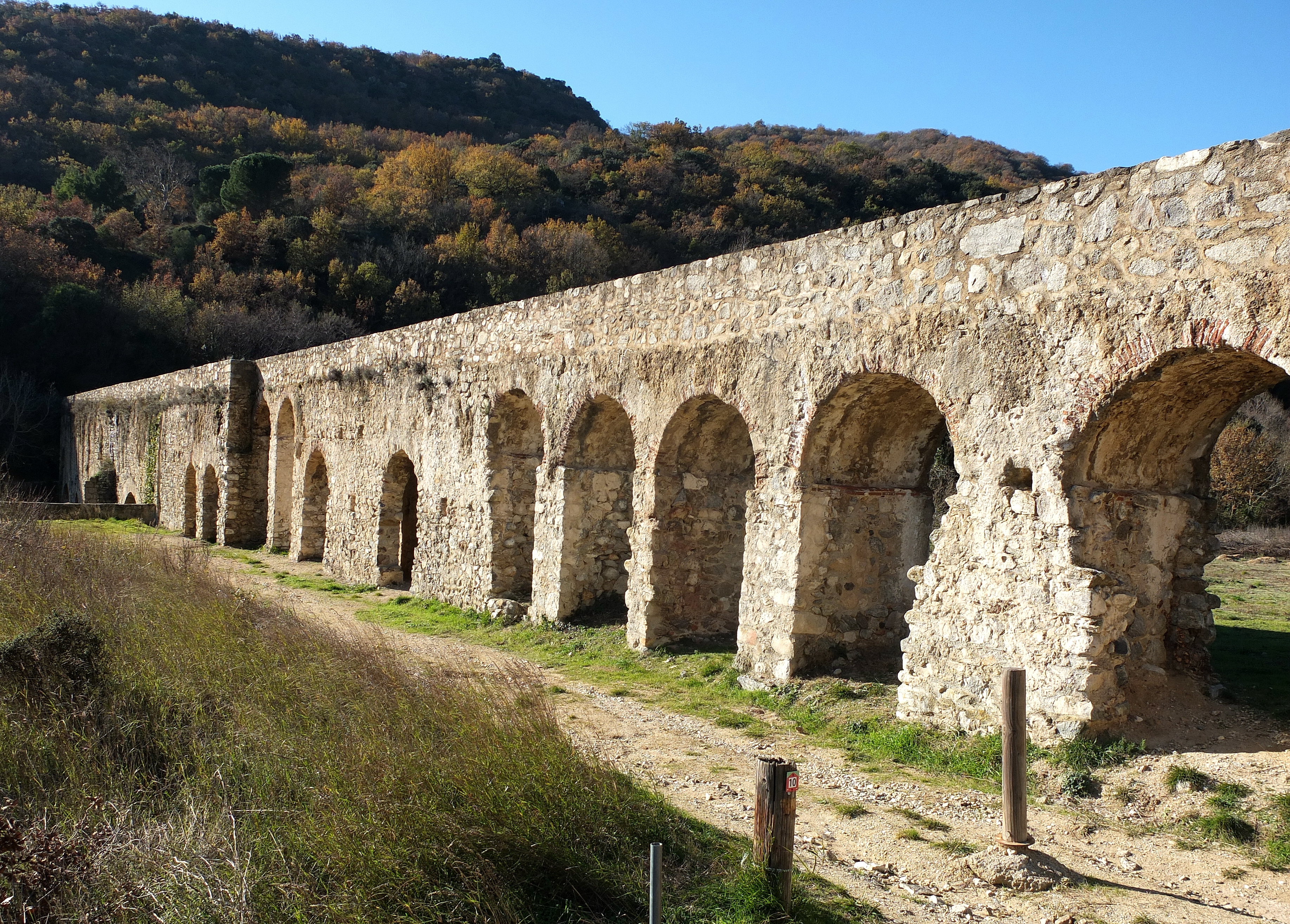
Acueducto

El nombre actual aparece en el siglo XVIII. Del siglo XIV al XVIII, ciertos textos señalan las formas Aussinhano, Aussinham o Aussinhac. Pero la primera mención del municipio, en 1012, habla de "villa ansiniano". Este nombre proviene probablemente de un terreno galorromano cuyo propietario podría ser un cierto "ansinius" o "ansinianus".
La presencia del puente-acueducto, que data del siglo III d. C. (220-270), permite suponer una presencia romana. Además, en 1960, un viticultor del municipio encontró un denario de plata que data del año 46 a. C.
La iglesia prerromana, situada en la aldea "le Moulin" (cerca de la confluencia del Agly y el Désix), marca el antiguo emplazamiento del pueblo. Su construcción data de alrededores del siglo IX o del siglo X. Está dedicada a San Nazario y a San Celso. Los habitantes se desplazaron a la cima de la colina, para evitar, presumiblemente, las repetidas crecidas del río próximo. Una puerta fortificada románica, señal de una antigua fortificación, sitúa el nacimiento del nuevo pueblo en torno al siglo XIII.
Del siglo XIV hasta la Revolución, la familia du Vivier poseía la mayor parte del territorio. Tras Antoine du Vivier, Pierre du Vivier pasa a ser señor de Ansignan en 1503.

## Gobierno y política

### Alcaldes

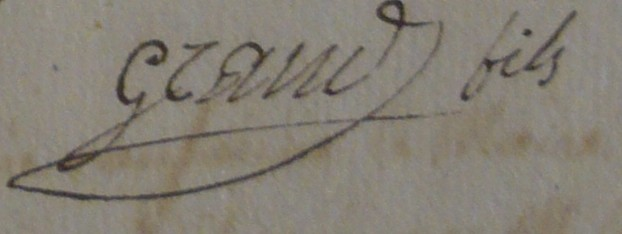
Firma del alcalde Joseph Grand (hijo) en 1815

| Alcalde               | Período     |
| --------------------- | ----------- |
| Joseph Grand          | 1792-1795   |
| Pierre Grand          | 1795-1799   |
| Marc Babulet          | 1799-1801   |
| Joseph Grand          | 1801-1813   |
| Joseph Grand (hijo)   | 1813-1815   |
| Jean Raspaud          | 1815-1816   |
| Pierre Barbaza        | 1816-1835   |
| Jacques Gandou        | 1835-1841   |
| Jean-Baptiste Fage    | 1841-1846   |
| Joseph Pratx          | 1846-1850   |
| Saturnin Carol        | 1850-1850   |
| Joseph Merou          | 1850-1850   |
| Pierre Estève         | 1850-1851   |
| Joseph Barbaza        | 1851-1852   |
| Pierre Estève         | 1852-1856   |
| François Bascou       | 1856-1865   |
| Pierre Vaysse         | 1865-1876   |
| Joseph Barbaza        | 1876-1884   |
| André Gelly           | 1884-1888   |
| Jean-François Dauliac | 1888-1895   |
| Pierre Pech           | 1895-1908   |
| Célestin Calvet       | 1908-1912   |
| Joseph Jeantet        | 1912-1929   |
| Jacques-Louis Pech    | 1929-1935   |
| Etienne Bascou        | 1935 - 1977 |
| Guy Barbaza           | 1977 - 1999 |
| Guy Audouy            | 1999 - 2001 |
| Mauricette Pelissier  | 2001 - 2014 |
| Jean-Pierre Pilart    | 2014-       |

## Demografía
El municipio ha conocido una sorprendente estabilidad demográfica desde la Revolución francesa.
La primera mitad del siglo XIX estuvo marcada por un aumento de la población, con un máximo de 317 habitantes en 1831. En 1901, el pueblo contaba con 300 habitantes. Para la mayoría de su población, la agricultura es la principal actividad.
En el siglo XX se asiste a una lenta decadencia demográfica. Ya en 1962 sólo se contaban 225 habitantes.
| 1794                                                | 1800 | 1806 | 1820 | 1831 | 1836 | 1841 | 1846 | 1851 | 1856 | 1861 |
| --------------------------------------------------- | ---- | ---- | ---- | ---- | ---- | ---- | ---- | ---- | ---- | ---- |
| 221                                                 | 248  | 276  | 277  | 317  | 306  | 307  | 288  | 301  | 271  | 287  |
| 1866                                                | 1872 | 1876 | 1881 | 1886 | 1891 | 1896 | 1901 | 1906 | 1911 | 1921 |
| 293                                                 | 295  | 273  | 276  | 281  | 289  | 274  | 300  | 278  | 248  | 252  |
| 1926                                                | 1931 | 1936 | 1946 | 1954 | 1962 | 1968 | 1975 | 1982 | 1990 | 1999 |
| 246                                                 | 268  | 263  | 245  | 229  | 225  | 259  | 225  | 194  | 212  | 198  |
| Cifras a partir de 1962: Población sin duplicidades |      |      |      |      |      |      |      |      |      |      |

## Lugares y monumentos

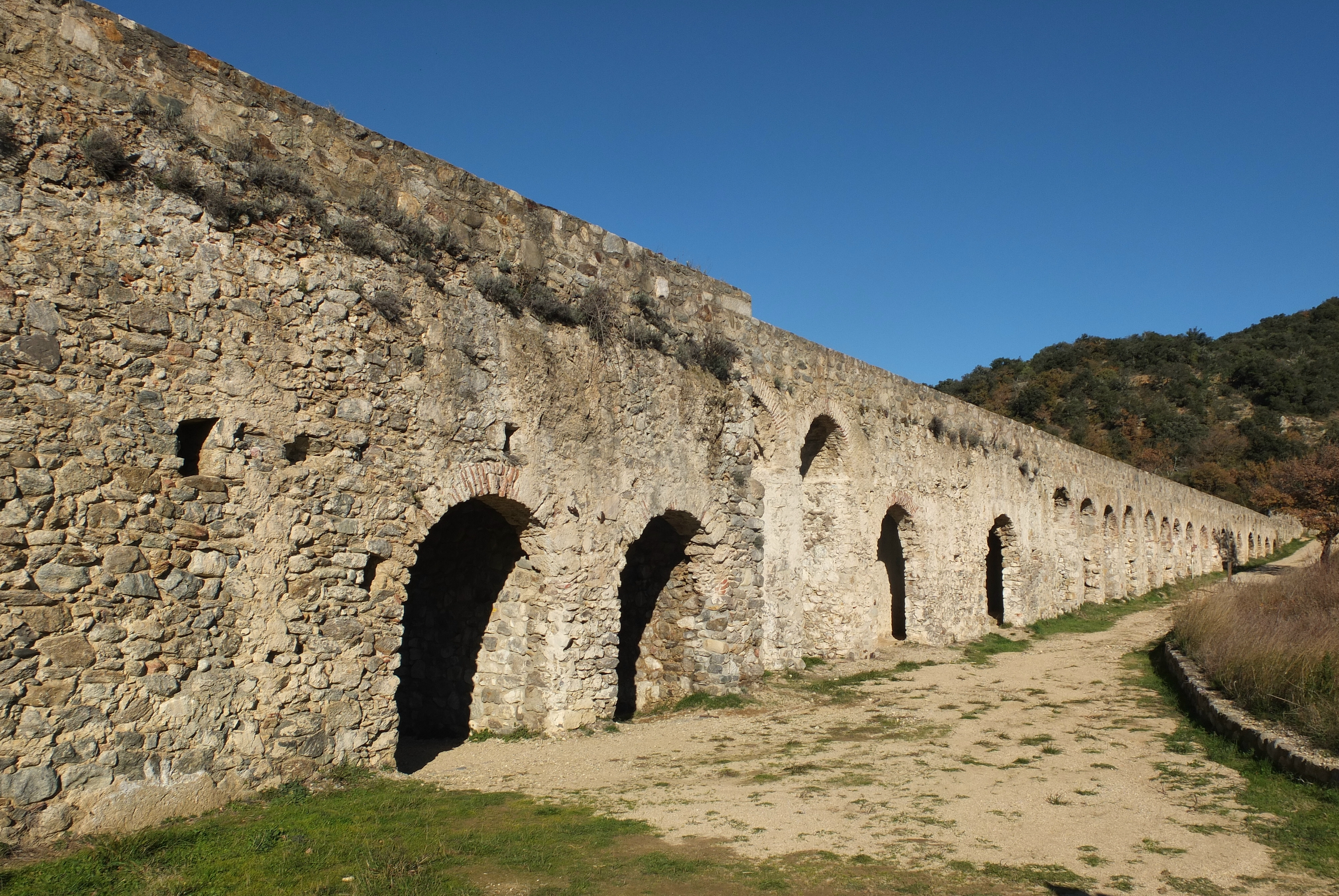
Acueducto

- Acueducto romano del siglo III d. C.
- Iglesia St-Nazaire del siglo XVIII
- Dolmen de la Edad de Bronce